# Albert River (vattendrag i Australien, Queensland, lat -17,58, long 139,75)
Albert River är ett vattendrag i Australien. Det ligger i delstaten Queensland, omkring 1 800 kilometer nordväst om delstatshuvudstaden Brisbane.
Omgivningarna runt Albert River är i huvudsak ett öppet busklandskap. Trakten runt Albert River är nära nog obefolkad, med mindre än två invånare per kvadratkilometer. Savannklimat råder i trakten. Genomsnittlig årsnederbörd är 785 millimeter. Den regnigaste månaden är februari, med i genomsnitt 225 mm nederbörd, och den torraste är augusti, med 1 mm nederbörd.